# Sebastian Vollmer (Footballspieler)
Sebastian Georg Vollmer (* 10. Juli 1984 in Kaarst) ist ein ehemaliger deutscher American-Football-Spieler sowie aktueller TV-Experte und Kommentator in dieser Sportart.
Als aktiver Sportler spielte er von 2009 bis 2016 in der National Football League (NFL) für die New England Patriots  auf der Position des Offensive Tackles. Die Patriots wählten Vollmer zuvor in der zweiten Runde des NFL Drafts 2009 aus.
Mit den Patriots gewann er den Super Bowl XLIX gegen die Seattle Seahawks und den Super Bowl LI gegen die Atlanta Falcons.
Bei den Düsseldorf Panthern spielte Vollmer auf allen Positionen der Offensive Line, auf dem College und bei den Patriots als Left und Right Tackle.
Sein Spitzname ist Sea Bass (englisch für Wolfsbarsch).

## Karriere

### Jugend
Vollmer besuchte das Quirinus-Gymnasium Neuss und machte dort 2003 sein Abitur. Als Jugendlicher war Sebastian Vollmer auch ein guter Schwimmer und beim Neusser Schwimmverein in einer Trainingsgruppe mit Thomas Rupprath. Im Alter von 14 Jahren fing er an, American Football zu spielen. Von 1998 bis 2003 spielte Vollmer als Left Tackle bei den Düsseldorf Panther und empfahl sich dort für seine spätere College-Karriere.

### College
2003 reiste er mit der deutschen Jugendnationalmannschaft in die Vereinigten Staaten, wo er von den Trainern der University of Houston entdeckt und ihm ein Footballstipendium angeboten wurde. 2004, in seinem ersten Jahr in den USA, konnte er kaum Englisch und pausierte daher als Redshirt, womit er studieren und am Training teilnehmen konnte, aber nicht spielen musste, wodurch keines der vier Jahre Spielberechtigung verloren ging. Er hatte zunächst die Position des Tight Ends, wurde aber in seinem zweiten Studienjahr 2005 auf die Position des Left Tackles versetzt. 2006 setzte er aufgrund einer Rückenverletzung aus.
Von 2007 bis 2008 war er in Houston 25 Spiele hintereinander Stammspieler für die Cougars, die jeweils eine 8:5-Bilanz und eine Bowl-Teilnahme erreichten. Trainer der Offensive Line war Joe Gilbert, der früher an der University of Toledo den späteren Patriot Nick Kaczur trainiert hatte. In seiner letzten Saison 2008 gewannen die Cougars, nach einer langen Reihe von Niederlagen in Bowl-Spielen, den 2008 Bell Helicopter Armed Forces Bowl gegen die Air Force Falcons.
Als „Senior im fünften Jahr“ wurde Vollmer als Left Tackle in das „First Team All-Conference USA“ berufen. Er wurde zwar nicht zum NFL Combine eingeladen, zumal er mit knapp 25 zwei bis drei Jahre älter war als andere NFL-Kandidaten, stand aber beim Trainer der Offensive Line der Patriots, Dante Scarnecchia, unter Beobachtung.

### NFL
Im Frühjahr 2009 wurde er als siebter Offensive Tackle beim NFL Draft als insgesamt 58. Spieler in der zweiten Runde ausgewählt. Dies war die erste Auswahl eines Spielers, der das Footballspielen in Deutschland erlernt hatte (Markus Koch spielte als Jugendlicher in Kanada).

#### Saison 2009
Bei den New England Patriots war Vollmer zunächst als Reserve Right Tackle vorgesehen, da es ihm für die linke Seite, die bei einem rechtshändigen Quarterback dessen „blinde Seite“ ist, an Durchschlagskraft fehle.

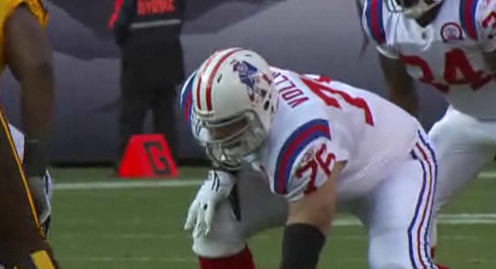
Sebastian Vollmer im Oktober 2009 in Denver, mit dem klassischen Dress der Patriots

Nach einer Knieverletzung von Matt Light, der seit Jahren den Stammplatz auf der linken Tackle-Position innehatte, rückte Vollmer in die Startformation auf. Das sechste Spiel seiner Mannschaft, die bis dahin eine Bilanz von 3:2 aufwies, fand gegen die sieglosen Tennessee Titans auf schneebedecktem Platz statt, wobei beide Mannschaften zur Feier des 50-jährigen Jubiläums der AFL die Throwback Uniforms im Stil der Gründungszeit trugen. Bei diesem Heimspiel machte Vollmer mehrere wichtige Blocks, unter anderem für einen 45-Yards-Touchdown-Lauf von Laurence Maroney zur Führung im ersten Viertel. Weiterhin schützte er seinen Quarterback, Tom Brady, effektiv vor dem zweifachen Pro-Bowl-Defensive-End Kyle Vanden Bosch, während Brady mit fünf Touchdown-Pässen im zweiten Viertel einen Rekord aufstellte. Zudem war das Endergebnis von 59:0 der höchste zu-Null-Sieg, seit die NFL mit der AFL im Jahr 1970 fusionierte. Vollmers Leistung wurde als gut eingeschätzt. Auch im siebten Spiel, einem Sieg gegen die Tampa Bay Buccaneers im Londoner Wembley-Stadion, war Vollmer von Beginn an beteiligt. In den folgenden drei Spielen trug Vollmer als startender Left Tackle dazu bei, dass Brady jeweils mindestens 300 Yards Raumgewinn durch Pässe erzielte. In der knappen Niederlage gegen die ungeschlagenen Colts konnte All-Pro Defensive End Dwight Freeney gegen Vollmer erstmals in dieser Saison keinen Sack erzielen. Im Spiel gegen die Jets musste Vollmer zeitweise wegen einer Kopfverletzung das Spielfeld verlassen. Nicht zuletzt weil Gehirnerschütterungen in der NFL in jüngster Zeit kontrovers diskutiert werden, musste Vollmer vom diesbezüglich schweigsamen Trainer Belichick zwei Wochen aufgrund der Verletzung pausieren, zumal Matt Light wieder in der Lage war, seinen alten Stammplatz zu besetzen. Gegen Saisonende startete Vollmer, nun an Stelle von Nick Kaczur, als Right Tackle. Vollmer wurde inzwischen als bester Rookie der Patriots eingestuft, zumal er auch dem Spieler der Dolphins, der 2008 die meisten Sacks der AFC erzielt hatte, Joey Porter, keinen Sack erlaubte. Da die Patriots die AFC East gewannen, empfingen sie in der ersten Play-off-Runde die Baltimore Ravens, die mit einer Wildcard in die Play-offs kamen. Vollmer war Starter – als Right Tackle – in seinem ersten Play-off-Spiel. Die Patriots verloren das Spiel am 10. Januar 2010 mit 14:33.

#### Saison 2010
In allen 17 Spielen der Saison 2010 war Vollmer Stammspieler und wurde von Journalisten in das 2010 Associated Press All-Pro Team (Zweite Mannschaft) gewählt. Für den Pro Bowl wurde er nicht berücksichtigt, da dort auch Fans stimmberechtigt sind, und Vollmer noch relativ unbekannt war.

#### Saison 2011
Vor dem ersten Spiel der Saison 2011, gegen die Miami Dolphins, wurde Vollmer mit Rückenproblemen als verletzt gemeldet. Neuling Nate Solder ersetzte ihn auf der Position des Right Tackles und musste einen Sack zulassen. Obwohl auch noch Center Dan Koppen mit gebrochenem Fußgelenk ausschied, arbeitete die ersatzgeschwächte Offensive Line so gut, dass Tom Brady 517 Yards Raumgewinn im Passspiel erzielen konnte, die damals fünftbeste Leistung aller Zeiten in der NFL. Beim Heimsieg gegen die San Diego Chargers spielte Vollmer wieder, wobei die Aufstellung der Offensive Line ständig wechselte und Vollmers Rückenprobleme noch nicht auskuriert waren, weswegen er wieder als verletzt gemeldet wurde. Nach dem spielfreien Wochenende konnte Vollmer wieder mittrainieren. Am achten Spieltag Ende Oktober bei den Pittsburgh Steelers startete Solder noch als Right Tackle, wechselte sich aber mit Vollmer ab. Beide konnten Sacks durch LaMarr Woodley nicht verhindern. Am 5. Februar 2012 unterlag er mit den New England Patriots im Super Bowl XLVI den New York Giants.

#### Saison 2012
In der Saison 2012 stand Vollmer nur in einem Spiel nicht in der Startformation. In den Playoffs unterlagen die Patriots erneut zu Hause den Ravens, die den Superbowl gewannen. Nach Saisonende war sein Vertrag ausgelaufen, und andere Teams blieben aufgrund seiner Verletzungen zurückhaltend. Im März 2013 schloss Vollmer mit den Patriots einen neuen Vier-Jahres-Vertrag ab, in dem ihm ca. 2 Mio. US$ im Jahr garantiert waren, mit Boni für Teilnahme an 80 % oder 90 % aller Offensiv-Spielzüge bis zu 27 Mio. US$ insgesamt. Eine Pro Bowl Nominierung etwa hätte ihm 250 000 US$ eingebracht.

#### Saison 2013
Die Saison 2013 endete für Vollmer zur Saisonhälfte, da er sich im Match gegen die Miami Dolphins das rechte Bein brach und den Rest der Saison ausfiel.

#### Saison 2014
Der Heilungsprozess war bis zum Beginn der Saison 2014 abgeschlossen. Die Patriots gaben den Leistungsträger Logan Mankins ab; überraschend, aber bei den Patriots nicht unüblich, einen verdienten Spieler nicht bis zum Karriereende zu behalten, sondern bei hervorragender Form abzugeben, wobei er noch sehr gute „Ablöse“ (in Form von Draftpicks) einbringt und beim neuen Team ein hohes Gehalt bekommt – was die Patriots wiederum einsparen. Zwei der ersten vier Spiele wurden teils deutlich verloren, bis der neue O-Line-Coach Dave DeGuglielmo zwischen den beiden Stamm-Tackles Solder und Vollmer eine Aufstellung gefunden hatte, die Brady die für ihn nötige relative kurze Zeit zum Passwerfen geben konnte. Am Saisonende zog Sebastian Vollmer nach einem deutlichen Sieg über die Colts mit den New England Patriots zum zweiten Mal in den Super Bowl (Super Bowl XLIX) ein und gewann diesen am 1. Februar 2015 mit 28:24 gegen die Seattle Seahawks. In den Medien wurde Vollmer damals als erster deutscher Spieler gefeiert, der den Super Bowl nach Football-Jugend in Deutschland gewann.

#### Saison 2015
In der Saison 2015 sollte Brady infolge der Deflategate-Affäre die ersten vier Spiele gesperrt werden, durfte dann aber antreten. Zudem überraschten die Patriots die Fachwelt zunächst durch einen unüblichen jedoch erfolgreichen häufigen Wechsel des Personals in der Offensive Line. Allerdings fielen viele O-Line-Spieler verletzt aus, so dass zeitweise kein Ersatzspieler mehr verfügbar war, außer Tight End Michael Williams, der auf einer O-Line-Position jedoch keinen Pass fangen darf. Nachdem für Left Tackle Nate Solder durch Bizeps-Verletzung die Saison vorzeitig geendet hatte, wechselte Vollmer auf die wichtige linke Seite. In der Partie gegen die Redskins Anfang November erlitt Vollmer eine zweite Gehirnerschütterung und musste ein Spiel pausieren. Trotz Verletzungspech auch in anderen Mannschaftsteilen gewannen die Patriots die ersten zehn Spiele, verloren dann aber noch vier der restlichen sechs. New England konnte in der ersten Runde der Playoffs pausieren und besiegte dann die Chiefs auch mit Hilfe einer guten Leistung der Offensive Line. Im AFC Championship Game wurde die Angriffsformation durch die Abwehr der Broncos mit dem späteren Super Bowl MVP Von Miller dagegen stark unter Druck gesetzt, so dass New England kurz vor Ende den Ausgleich nicht erzielen konnte.

#### Saison 2016
In der Saison 2016 konnte Vollmer verletzungsbedingt kein Spiel für die New England Patriots absolvieren. Nach einer Schulter-Operation und anhaltenden Hüftproblemen wurde er von den Patriots auf die Injured Reserve List gesetzt. Am 5. Februar 2017 traten Vollmers Patriots im Super Bowl LI an. In diesem Spiel besiegten die Patriots die Atlanta Falcons in der Verlängerung mit 34:28.
Im Anschluss an die Saison wurde er von den Patriots entlassen und wurde ein Free Agent. Im Mai 2017 gab er bekannt, seine Karriere in der NFL zu beenden.

#### Leben nach der Karriere als Aktiver
Ab September 2017 war Sebastian Vollmer bei ran Football als NFL-Experte und Co-Kommentator tätig. Am 8. September 2018 erschien über den riva Verlag seine Autobiographie German Champion: Die Geschichte meiner NFL-Karriere, die er zusammen mit Dominik Hechler von der Münchner Verlagsgruppe geschrieben hatte. Im September 2019 wechselte er als Kommentator zum Streamingdienst DAZN, um dort zusammen mit Markus Kuhn die Montagabendspiele der NFL zu kommentieren. Schon seit 2018 ist er ebenfalls zusammen mit Kuhn beim wöchentlichen Podcast The Vollmer and Kuhn Show zu hören.
Sein zweites Buch erschien im August 2021 unter dem Titel What it takes: Talent, Training, Mindset. Wie ich es geschafft habe, in der NFL erfolgreich zu sein im riva-Verlag.

## Erfolge
- 2002: GFLJ Champion
- 2003: GFLJ Champion
- Jugend-Europaauswahl[3]
- 2003: Teilnehmer bei der Global Junior Championships
- Saison 2008: All-Conference USA – First Team
- Saison 2010: Associated Press All-Pro Team (Zweite Mannschaft)
- Saison 2011: Teilnahme am Super Bowl XLVI
- Saison 2014: Sieger im Super Bowl XLIX
- Saison 2016: Sieger im Super Bowl LI